# Lindow-i férfi

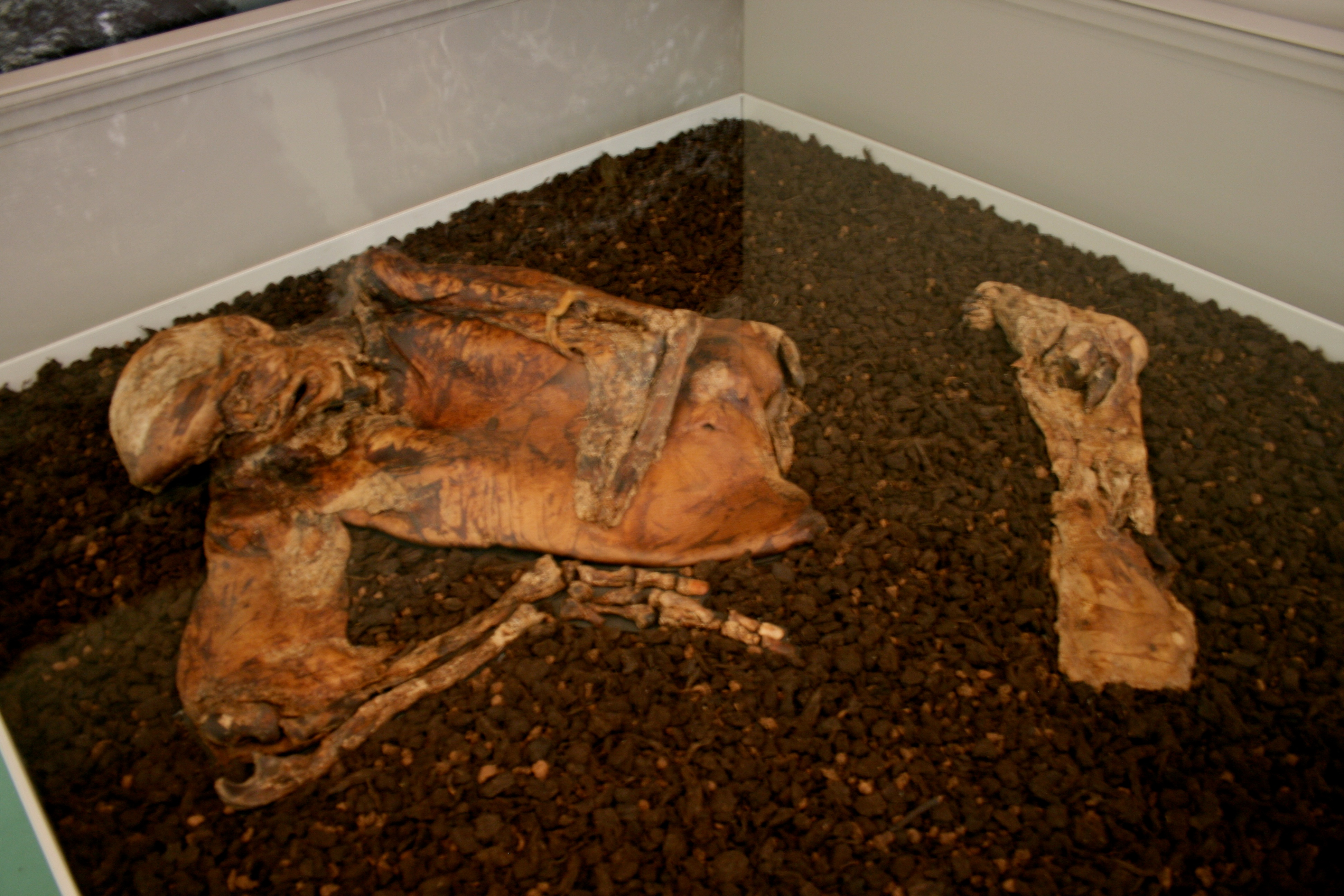
A lindow-i férfi fagyasztva szárított múmiája

A lindow-i férfi (az angol nyelvű szakirodalomban Lindow II., népszerű elnevezése Pete Marsh azaz „Lápi Peti”, vagy „laposfejű” férfi) néven vált ismertté az a sötétbarna, laposra nyomódott furcsa külsejű, természetes módon mumifikálódott 1. századi holttest, amelyet 1984 augusztusában az angliai Manchester mellett, Wilmslow és Cheshire grófság határán, tőzegkitermelés közben, a Lindow lápban találtak.
A lindow-i férfi egészséges, húszas évei közepén járó, feltételezetten magasabb társadalmi státuszú fiatalember volt, aki rituális gyilkosság áldozata lett. Baltával leütötték, majd egy bőrzsinórral megfojtották és nyaki verőerét átvágták, végül testét arccal lefelé a lápba süllyesztették.
Tetemének fagyasztva kiszárított maradványa a londoni British Museumban látható, bár nemrégiben a Great North Museum és a Manchester Museum időszaki kiállításain is megtekinthette a közönség.

## Háttér

### Lindow-láp

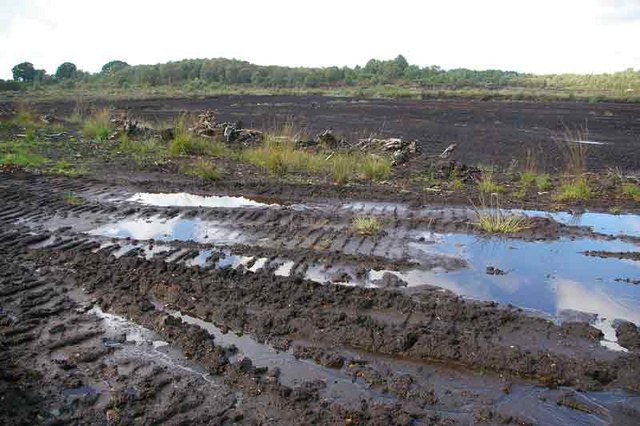
A Lindow-láp, ahol a férfi múmiáját megtalálták

A Lindow-láp (é. sz. 53° 19′ 17″, ny. h. 2° 16′ 16″53.321389°N 2.271111°W) a Mobberley és Cheshire határán elterülő eredetileg 600 hektáros kiterjedésű, a középkor végéig közterületként használt tőzegláp. Mérete a lecsapolás és a folyamatos tőzegkitermelés révén az 1980-as évekre területileg tizedére csökkent. A Lindow-lápból négy múmialelet került felszínre: 1983. május 13-án egy női múmiát (Lindow I.) találtak, 1984-ben, alig 250 méterrel az első tetem megtalálási helyétől a lindow-i férfi (Lindow II.) testét fedezték fel, 1987-ben egy másik férfi fej nélküli múmiáját (Lindow III.) emelték ki a lápból, majd 1988-ban a Lindow IV. elnevezésű torzót (egy felnőtt férfi bal lába és jobb combcsontja), amely feltételezetten a lindow-i férfi altestének maradványa.

### Megtalálás
1984. augusztus 1-jén Andy Mould tőzegfejtő gépével egy fához hasonló tárgyat emelt ki a lápból. Amikor munkatársával Eddie Slackkal közelebbről megnézték kiderült, hogy egy emberi lábat találtak; értesítették a rendőrséget. Rick Turner a területi régész a láp alapos átvizsgálásával megtalálta a tetem felsőtestét. A lindow-i férfi maradványait tartalmazó tőzegdarabot augusztus 6-án kiemelték, és a rendőrség felügyelete alatt a Macclesfield District Council Kórház patológiai hűtőkamrájába helyezték. Augusztus 17-én, a British Múzeumban elvégzett C-14-es kormeghatározás kimutatta, hogy a torzó 1000 évesnél idősebb, így az orvosszakértők a lápi múmiát augusztus 21-én átadták a régészeknek. A vicces, „Lápi Peti” (Pete Marsh: „peat”=tőzeg; „marsh”=láp) elnevezést a kórház egyik radiológusa ragasztotta a tetemre, a helyi sajtó – persze – azonnal felkapta és elterjesztette. A lindow-i férfi hivatalos elnevezése a Lindow II. lett.

### Test

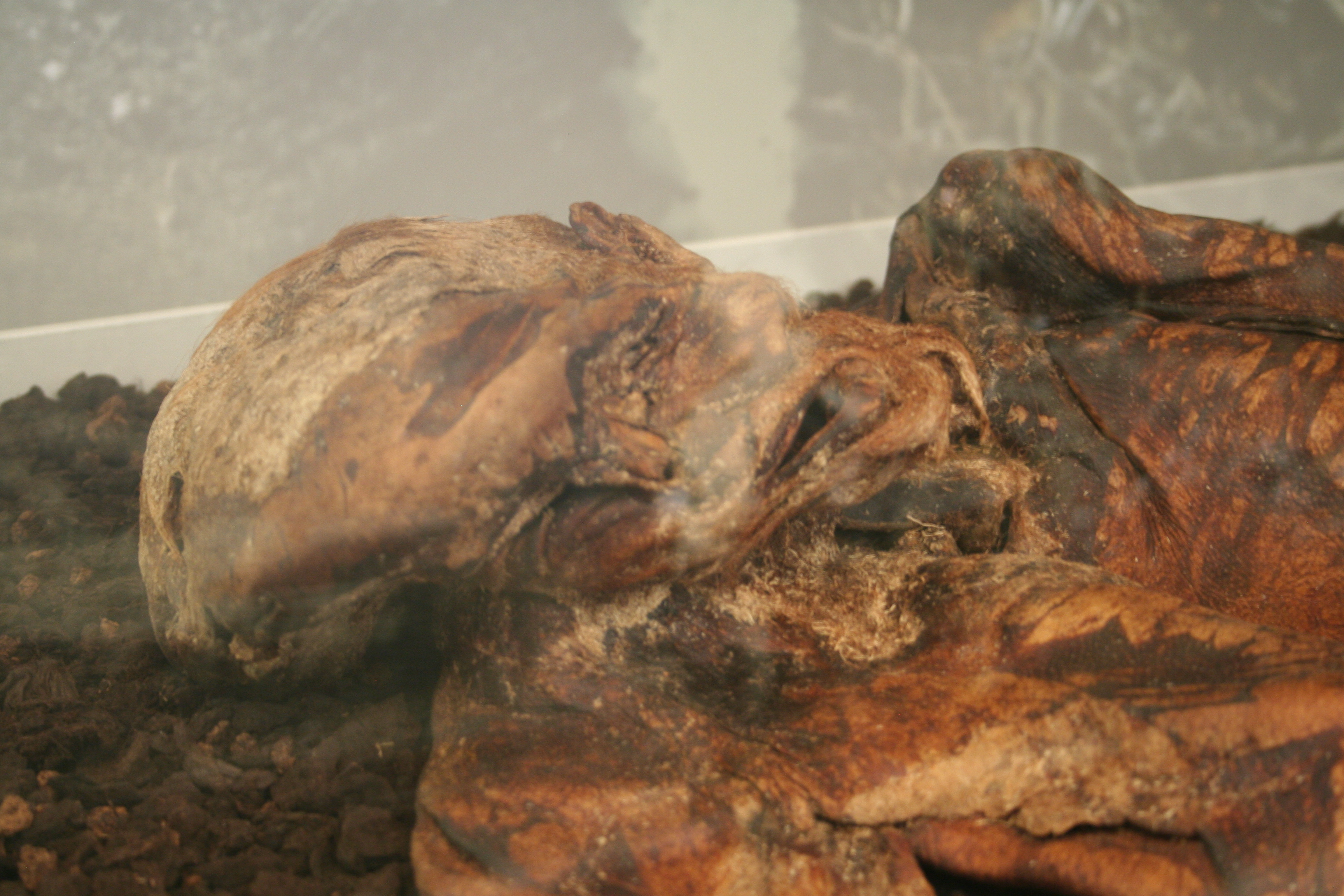
A lindow-i férfi arca

A lindow-i férfi arccal lefelé, kb. 250 cm mélyen feküdt a lápban. A fej, a felsőtest, karok és a jobb láb darabjai kerültek felszínre. Az alsótestet a modern tőzegfejtő berendezés levágta. A tetem a rárakódott tőzeg súlyától laposra deformálódott, a bőr elvékonyult, kicserződött és barnára színeződött. A férfi erős, kidolgozott izomzatú volt, de nehéz fizikai munkára utaló nyomokat nem találtak a kutatók. Körmei manikűrözöttek voltak, eredetileg barna vagy sötétszőke színű haja, szakálla és bajusza gondosan ápolt. Az arcbőr jó állapotban mumifikálódott, a szemhéj és szemöldök épen maradt, a szájban a nyelv konzerválódott, és a fogak is megmaradtak. Haláláig a férfi általánosan jó egészségi állapotban élt; erős, közepes testalkatú 168-173 centiméter magas, 60-65 kilogramm súlyú, kaukázusi rasszhoz tartozó (europid), éppen 25 éves fiatalember volt. A bal csuklóján talált réz karkötőtől eltekintve teljesen meztelenül, három, egyenként is halálos sérüléssel meggyilkolva dobták a lápba.

## Vizsgálatok és eredmények
1984 október–novemberében a legmodernebb törvényszéki orvostani technikákkal vizsgálták át a férfimúmiát: többféle képalkotó technikát (röntgen-, komputertomográf (CT) és xeroradiográf és mágneses rezonancia vizsgálat) alkalmaztak, endoszkópos és elektronmikroszkópos vizsgálatokat végeztek. A tudósok a sérülések, a gyomortartalom és a vércsoport vizsgálatával, valamint a köröm és a haj elemzésével megpróbálták azonosítani a személyt és megállapítani halálának körülményeit.
A férfit körülvevő tőzeg radiokarbonos vizsgálata igen eltérő eredményeket hozott (Kr. e. 600–300); a testszövetek (csont- és bőrszövet) valamint hajminta carbon-14 vizsgálata 20 és 90 közé tette a halál idejét.
A későbbi vizsgálati eredmények fényében is valószínű, hogy a római császárkor idején lelte halálát.
Megállapították, hogy 0-s vércsoportú volt, ami Nagy-Britannia mai társadalmát tekintve kelta eredetre utal.
A leszakított altest nyílásain keresztül endoszkóppal megvizsgálták a hasüreg és a mellkas szerveinek maradványait; a patkóbél, az éhbél és a gyomor elvékonyodtak, kollagéntartalmukat majdnem teljesen elveszítették, de megmaradtak. Több belső szerv: a tüdő, a szív, a máj nem voltak felismerhetőek.
A szájon keresztül bevezetett endoszkópos vizsgálat során a szájüreget és a garat egy részét vizsgálták; megállapították, hogy a nyakon lévő kötél olyan erősen összeszorította a nyelő- és légcsövet, hogy a lápvíz egyáltalán nem kerülhetett be a gyomorba és nem károsíthatta annak tartalmát, de ezen az úton annak vizsgálata is kizárt. A férfinek 30 ép foga volt, állkapocscsontját eltörték; egyik őrlőfoga kitört, feltételezetten a halálakor elszenvedett ütéstől. A lápmiliő a fogzománcot és a dentin egy részét feloldotta, a maradványokat sötétbarnára színezte. A harapáslenyomata alapján a férfi korát 25-30 évesre becsülték.
A múmia bőre a lápban kicserződött, az epidermisz felső rétege elmállott, a bőrfelületen betegségre utaló jeleknek semmiféle nyoma sem volt. Az egyenesszálú haj és a szakáll jó állapotban konzerválódott; elektronmikroszkópos elemzéssel megállapították, hogy a férfi haját és szakállát három nappal a halála előtt levágták, a vágásfelület alapján a nyíráshoz ollót és csipeszt használtak. Tisztán megfigyelhető az oldalt 10 mm, hátul 50 mm hosszú egyszerű, rövid frizura, és a 6–20 mm hosszú szakáll. Az olló használata a római kor után terjedt el Anglia-szerte.
A kézen megmaradt körmök elemzése megmutatta, hogy néhány héttel a halál előtt egyformára vágták, majd az ujjak vonalában ívesen lekerekítették és felületüket polírozták. 1000-szeres nagyításban csupán egy-két apró felületi karcolás volt látható. Az ápolt körmök alapján teljes bizonyossággal megállapították, hogy a férfi semmiféle fizikai-, kézműves-, vagy kétkezi munkát nem végzett.
Halálakor a férfinek kezdődő reumás ízületi gyulladása volt (arthritis).

### Az utolsó étkezés
A láp 20 gramm szemcsés, barna masszaként konzerválta a gyomor és a vékonybél tartalmát. Ennek vizsgálata során 16 különböző növény maradványát sikerült elkülöníteni. Alapvetően gabonaféléket (búza, rozs és árpa) búzakorpát, élesztőt és vadzabot; valamint különböző fűszereket különböztettek meg az elemzők. A gyomortartalom üszöggomba spórát (valamelyik gabona biztosan fertőzött volt) és sokféle pollent tartalmazott: gabonapolleneket és a fagyöngy pollenjét, ami azt mutatja, hogy a lindow-i férfi márciusban, vagy áprilisban hunyt el. Utolsó étkezésekor, nagyobb mennyiségű pörkölt gabonából készült kenyeret evett.
Az élelmiszer-maradványok mellett vékonybelében ostoros féreg (Trichuris trichiura) és orsógiliszta (Ascaris lumbricoides) tojásokat találtak, ami arra utal, hogy az egészségesnek látszó férfi időnként étvágytalanságtól, vérzéstől, hasmenéstől és enyhe fájdalmaktól szenvedett.

### Halál oka
A lindow-i férfit három különböző módszerrel ölték meg. A koponya hátsófelén talált sérülésnyomok alapján valószínűleg baltával, gyors egymásutánban többször fejbe vágták. Az egyik ütés közben az állkapocscsont eltörött, egy másik ütés hatására a koponya betört, és egy csontszilánk mélyen az agyba fúródott; az ütés, 35 mm-es nyílt sebet ejtett a hajas fejbőrön. Már a baltacsapások végzetesek voltak, bár az is elképzelhető, hogy eszméletét vesztve néhány óráig még élhetett a férfi. A nyak körül állatbőrből készült sodort zsinór nyomai láthatók. A kb. 370 mm hosszú, 1,5 mm széles végein megcsomózott zsinórt szorosan a férfi nyaka köré tekerték, és egy csúszócsomóval addig szorították, amíg a nyaki csigolya el nem tört. A harmadik, szintén halálos sebet egy késsel ejtették; a nyaki verőeret hat centiméteres vágással átmetszették. A jobb kulcscsont szintén törött volt, de ez a sebesülés feltételezhetően már a halál után keletkezett.

## Rituális emberáldozat
A gyilkosságokra nem jellemző, hogy egyszerre több módszert is alkalmazzanak, ezért a kutatók egy része arra következtetett, hogy a lindow-i férfi rituális gyilkosság áldozata lett.
Don Brothwell véleménye szerint a férfi „sorshúzásos” gyilkosság áldozata volt, aki az utolsó étkezés alkalmával elfogyasztott, megpörkölt étel képében maga húzta ki a végzetét egy zsákból.
Dr. Anne Ross és Don Robins régészek véleménye szerint a lindow-i férfi magas rangú druida volt – ez magyarázatot adna a fizikai munka nyomainak hiányára. Véleményük szerint a férfit, Beltane ünnepe alkalmával (április 30-ról május 1-jére virradóra), az 1. századi (Kr. u. 43) római invázió alkalmából, három kelta istennek áldozták – ami választ ad az alkalmazott három különböző halálnemre. Ross véleménye szerint elsőként Tarannak, a vihar és mennydörgés istenének ajánlották – akinek tiszteletére tűzzel és fegyverrel áldoztak, ezért baltacsapásokat mértek a fejére; másodszor Ezusnak, a vihar istenének – akinek áldozatait megszentelt fákra akasztották, így szenvedte el fojtást és a nyaktörést, és harmadszorra Teutatesnek felajánlva – akinek szent források, tavak mellett mutattak be áldozatokat – testét a lápba süllyesztették.
John Grigsby író, alternatív elképzelése szerint a férfi, az ókori görög Attisz, vagy az egyiptomi Ozirisz kultuszokhoz hasonlóan egy termékenységi ünnep „áldozati királya” volt.

## A tetem tartósítása
A lindow-i férfi teste mai módszerekkel az egyik leggondosabban konzervált lápi múmia. A testet, miután a tőzegtől a lehető legalaposabban megtisztították, a „pit-tanning” és a liofilezés módszerével tartósították. 15% polietilén-glikol és 85% vizes oldatba merítették, majd széndioxid-permettel teljesen megfagyasztott állapotban a jég elpárologtatásával kiszárították. Az eljárás végén a British Museum egy 19 °C–ra szabályzott belső hőmérsékletű speciális tárolóvitrinjébe helyezték.

## Lásd még
- Leletek a lápból
- Grauballei férfi
- Haraldskær-i nő
- Lindow-i nő
- Tollundi férfi
- Yde-i lány

## Külső hivatkozások
- British Museum: Highlights Lindow Man (angolul)
- British Museum: Konservierung des Lindow-Mannes mit Fotostrecke (angolul)
- Mummy Tombs: Lindow Man Archiválva 2006. december 9-i dátummal a Wayback Machine-ben (angolul)
- pbs.org: Bog Bodies of the Iron Age: Lindow Man (angolul)

## További irodalom
- Ross, Anne, Robins, Don. Life and Death of a Druid Prince. Touchstone (1991). ISBN 0671741225

Koordináták: de:Lindow-Mann é. sz. 53° 19′ 17″, k. h. 2° 16′ 16″53.321389°N 2.271111°E